# Idfa
Idfa – miejscowość w Egipcie, w muhafazie Sauhadż. W 2006 roku liczyła 32 659 mieszkańców.